# Reptadeonella tubulifera
Reptadeonella tubulifera är en mossdjursart som först beskrevs av Ferdinand Canu och Ray Smith Bassler 1930.  Reptadeonella tubulifera ingår i släktet Reptadeonella och familjen Adeonidae. Inga underarter finns listade i Catalogue of Life.